# Bürgermeisterei Hermeskeil
Die Bürgermeisterei Hermeskeil im Landkreis Trier im Regierungsbezirk Trier in der preußischen Rheinprovinz war eine Bürgermeisterei mit
10 Dörfern, 4 Höfen, 8 aus einzelnen Waldhütten bestehenden Etablissements und 11 Mühlen, welche 709 Feuerstellen und
5375 Einw. hatten (Stand 1828).
Darin:
- Hermeskeil, ein Dorf im Hochwalde, der höchste Punkt des Kreises, mit 1 Kathol. Pfarrkirche, 112 Fst. und 780 Ew., ist der Sitz eines Friedensgerichts für die Bürgermeistereien Hermeskeil, Otzenhausen, Farschweiler, Beuren und Kell, hat 9 Kram- und Viehmärkte und 1 Wochenmarkt.
  - Dazu gehören: die Höfe Thiergarten und Lascheid mit 27, die Waldhütte Hascheid und 2 Mühlen mit 23 Einw.
- Züsch, ein Dorf mit 1 Kathol. Pfarrkirche, 68 Feuerst., 596 Einw., einem Eisenhammer, 1 Mahl- und Olmühle.
- Sauscheid, ein Dorf mit 48 Fst, 383 Einw., 1 Mahl- und Ölmühle.
  - Dazu gehört der Hof und ehemalige Burg Grimburg mit 9 Einw.

Ferner die Dörfer:
- Gusenburg mit 1. Kath. Pfarrkirche, 45 Fst. und 306 Einw.,
- Damflos mit 84 Fst., 613 Einw.,
- Pölert mit 2 Mühlen, 20 Fst., 149 Einw.,
- Rascheid mit 1 Mühle, 1 Kath. Pfarrkirche, 40 Fst., 319 Einw.,
- Reinsfeld mit den 5 Waldhütten Altwies, 1 Mühle, 1 Kathol. Pfarrkirche, 88 Fst., 648 Einw.,
- Geisfeld mit 2 Mühlen, 1 Kath. Pfarrkirche, 42 Fst., 413 Einw.,
- Hinzert mit 18 Fst., 146 Einw.;

Ferner die Waldhütten Neuhütten mit 25 Fst, 123 Einw., Schmelz mit 36 Fst., 240 Einw., Zinsershütten mit 34 Fst., 239 Einw., Börfink mit dem Hof Einscheid, 25 Fst., 224 Einw., Mühl und Alte Mühl mit 16 Fst., 137 Einw.